# Diákszleng
A diákszlengnek vagy hagyományos elnevezésével diáknyelvnek az (elsősorban az általános és középiskolás) diákok által kitalált és használt, általuk gyarapított szlenget nevezik, amely leginkább az iskolai és általában a diákélet fogalmainak, tárgyainak sajátos elnevezését tartalmazza. Az 1960-as évektől egy ideig az ifjúsági nyelv mint rétegnyelv egyik csoportnyelveként tartották számon, de az utóbbi időszakban inkább mint egy azonos életkorú és azonos tevékenységi körű rangtárs csoportokban használt szakszlenget értelmezik.

## A diáknyelv főbb témakörei
- Iskola (intézményei, részei stb.):
  - igazgatói szoba: magánzárka, purgatórium
  - tanári szoba: tancsitanya, sárkánybarlang
  - kollégium: kolesz, koli, kóter
  - zeneiskola: kornyikasutyi, nyikorogda, zenetanoda
  - mezőgazdasági szakközépiskola: trágyaegyetem, trágyászakadémia

- Iskolai személyzet:
  - igazgató: rendezde, izgató, kibazgató, diri, főkolompos
  - tanár: tangász, tancsi
  - ügyeletes tanár: radar, ingaóra
  - osztályfőnök: főmama, oszi, főnök, ofő
  - kémiatanár: klóranyó
  - történelemtanár: csatamami
  - matematikatanár: egyenletke
  - elsős diák: csipasz, gyík, szecska, bunda
  - takarító: ariel, klotyómanó, parfisbűvölő
  - portás: börtönőr

- Iskolai kellékek:
  - csengő: berregő, csirrike, kolomp
  - ellenőrző könyv: anyaszomorító, ellenem őrző, rémfüzet
  - bizonyítvány: bizi, bizony hitvány, bizonyíték, pofozító
  - radír: dörzsi, racsek, racska, radka
  - tiltott segédeszköz: aknavető, puska, szakirodalom
  - tolltartó: cerkalak, indiántemető

- Tantárgyak:
  - matematika: matek, matemat, matika
  - irodalom: irci, ircsi, sirodalom, birodalom
  - biológia: bájológia, biosz, csontváztan
  - számítástechnika: infó, ámítástechnika
  - ének: kornyika
  - nyelvtan: nyögtan
  - földrajz: föci
  - történelem: töri

- Érdemjegyek:
  - jeles: gömbvillám, nagyhasú
  - jó: állvány, (kis)szék, villám
  - közepes: középút, domb, fél nyolc, madár, púpos teve
  - elégséges: görbehátú, proletár ötös, libanyak, hattyú (Vö. Mi az, hattyúkat tenyésztesz?)
  - elégtelen: karó, peca, szeka, dugesz, dugó, fa, fúró, gerenda, gyökér, gyufa, horog, szálka (Vö. Faiskola lerakatot nyitottál?; Na fiúk, ez a Karcsi már megint horogra akadt!; Mi az fiam, fásítol?)

- Egyéb
  - kitűnő tanuló: agytröszt, ifjú Einstein, überke, stréber
  - törtető diák: gőzös, magger
  - tanulás: agytankolás, maggantás, magolás
  - megbukik: leesik a létráról, visszatapsolják
  - nagyon jó: szuper, isteni, oltári, baromi, állati, eszméletlen
  - Petőfi: Megy a juhász a szamáron = Slattyog az ipse a dögön[1]
  - fej: fűrészpor raktár

## A diáknyelv kutatásáról

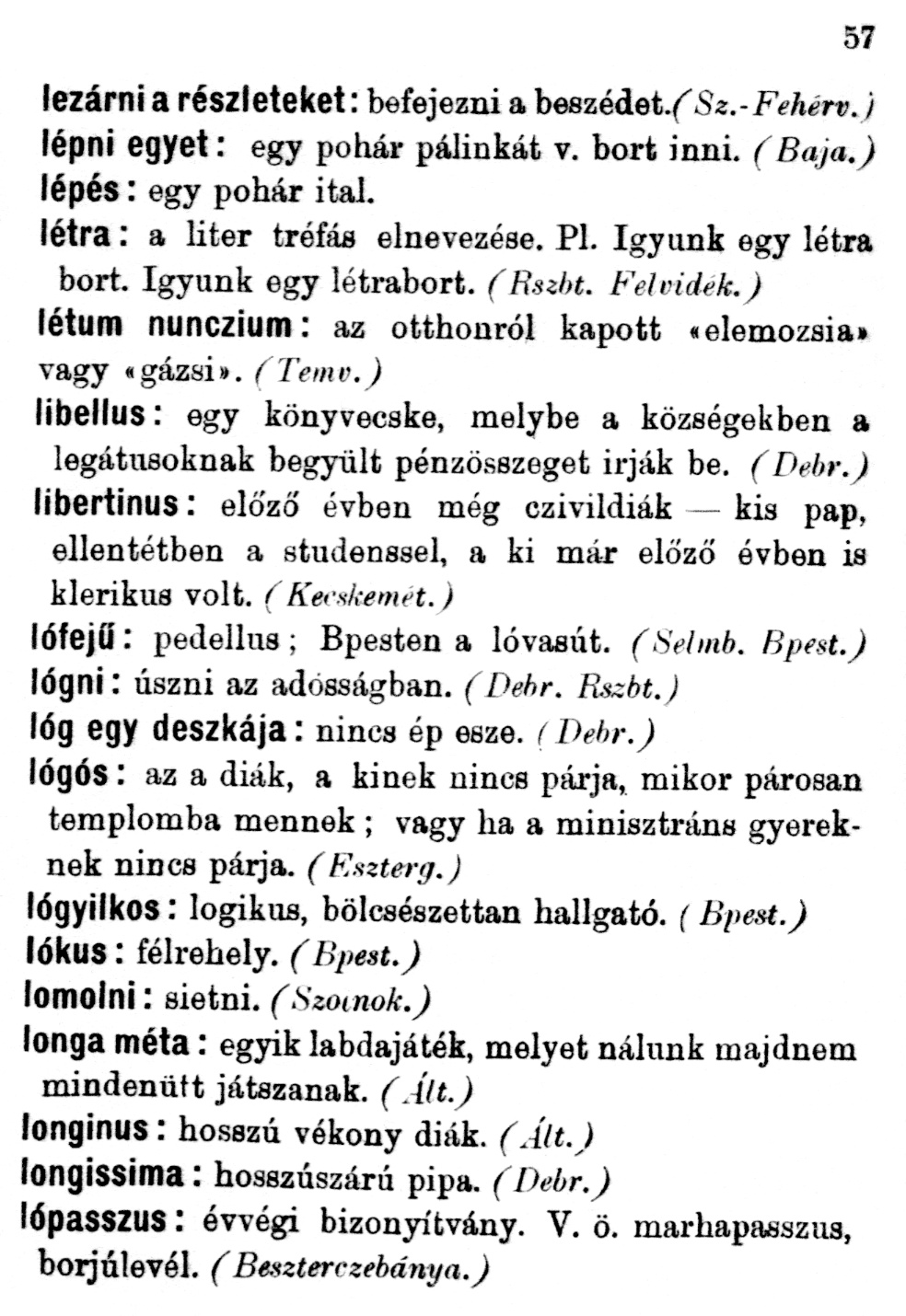
Dobos diákszótárának egy lapja

A régi diáknyelvről nagyon kevés emlék maradt fenn. Jókai említi az ún. csittvári krónikát, amit 1665-től kezdve Sárospatakon írtak, s minden nevezetes esemény, melyről hallgatni kellett (szerinte innen a „csitt” elnevezés), belekerült. A krónika azonban csak egy szólásmondásban maradt fenn: Ez is a csicsvai könyvbe való ’nagyot hazudott’ jelentéssel. Az És mégis mozog a föld! című regényében azonban számos kifejezést is olvashatunk a debreceni kollégium diáknyelvéből (potya ’mikor alkalom adatik ingyen jóllakhatni’, baltás ’joghallgató’, szatyi ’fehér kenyér’, dárdás ’a kicsi tanuló, aki a nagyobb diáknak fűt’, gugyi ’szeszes ital’, klipitroklapatorium ’kulacs’ stb.)
Az első diákszótárt 1898-ban Dobos Károly tette közzé (A magyar diáknyelv és szótára). A csupán 80 oldalnyi mű bevezető tanulmányában értékes áttekintést ad a diáknyelv előzményeiről, jellemzőiről, a szótári rész pedig ábécérendben sorolja fel a szavakat, kifejezéseket feltüntetve lelőhelyüket az akkori Monarchia felsőfokú intézményei közül.
Dobos szótára után hosszú évtizedeken keresztül csak kisebb szójegyzékek készültek, majd 1972-ben jelent meg egy terjedelmes és színvonalas nyelvészeti munka Matijevics Lajos A vajdasági magyar diáknyelv című szótára, mely 1676 szót és kifejezést rögzít és elemez.
Ezután már sorra jelennek meg az újabb gyűjtemények, melyek közül a felgyűjtött szókincs mennyiségét tekintve messze kiemelkedik Hoffmann Ottó Mini-tini-szótára, amely tematikus elrendezésben a 10–14 éves korosztály kb. 32 500 diáknyelvi kifejezését rendezi szinonimaszótárba.

## Diáknyelvi szótárak
- Dobos Károly, A magyar diáknyelv és szótára. Budapest, 1898. (80 lap).
- Matijevics Lajos, A vajdasági magyar diáknyelv. Újvidék, 1972. (265 lap).
- Gémes Balázs, A kecskeméti diáknyelv szótára (1967). (Magyar Csoportnyelvi Dolgozatok 10. sz.) Budapest, 1982. (63 lap).
- Csányiné Wittlinger Mária, Egy miskolci szakközépiskola diákszavai. (Magyar Csoportnyelvi Dolgozatok 32. sz.) Budapest, 1987. (31 lap).
- Tóth Kornélia, A sárbogárdi diáknyelv szótára. (Magyar Csoportnyelvi Dolgozatok 46. sz.) Budapest, 1990. (72 lap).
- Thomann Mónika–Tóth Kornélia, Magyar diákszótár (1965–1980). (Magyar Csoportnyelvi Dolgozatok 62. sz.) Budapest, 1994. (115 lap).
- Kardos Tamás–Szűts László, Diáksóder. (Hogyan beszél a mai ifjúság?). Budapest, é. n. [1995]. (197 lap).
- Hoffmann Ottó, Mini-tini-szótár. (A mai magyar diáknyelv szinonimaszótára). Pécs, 1996. (285 lap).
- Rónaky Edit, Hogyan beszél ma az ifjúság? (Avagy: Hogy hadováznak a skacok?) (Az Embernevelés Kiskönyvtára 2.) Szentlőrinc, 1995 (az utánnyomott kötetekben: 1996), második, javított kiadás: 1997. (92 lap, a második kiadásban 83 lap).
- Rónaky Edit, Kész röhej! (A diáknyelv humora). Harmadik – bővített – kiadás. Kolozsvár, 1999. (192 lap)
- Vasné Tóth Kornélia, Élő diáknyelv. Két város, húsz év tükrében.  Novumverlag Kiadó. Sopron, 2010. (132 lap)